# برله
شهر برله (به رومانیایی: Bârlad) در شهرستان واسلوئی در کشور رومانی واقع شده‌است. جمعیت این شهر ۶۹٬۱۸۳ نفر  است.